# كأس المثابرة 1998
وهي ثالث بطولة كأس السوبر في العراق والتي تقام بين بطل بطولة الدوري وبطولة الكأس.
وفاز بلقب هذه البطولة الزوراء (بطل الكأس) بعد فوزه على نادي الشرطة (بطل الدوري) (1-0).
أقيمت المباراة يوم 25 أيار 1998 وسجل هدف المباراة الوحيد اللاعب أحمد عبد الجبار.